# James Bay
Die James Bay (französisch Baie James; selten eingedeutscht: Jamesbai oder James-Bucht) ist der südliche Teil der Hudson Bay in Kanada. Ihre Küste grenzt an die Provinzen Québec und Ontario. 
Die Bucht selbst und damit auch die in der Bucht liegenden Inseln sind Teil des Territoriums Nunavut. Im Einzugsgebiet der James Bay liegen zahlreiche Wasserkraftwerke, außerdem sind die Zuflüsse zur Bucht ein beliebtes Erholungsgebiet.

## Geschichte
Die Bucht wurde im Jahr 1610 in Europa bekannt, als Henry Hudson sie während seiner Erkundungsfahrten in der nach ihm benannten größeren Hudson Bay erstmals befuhr. Die Baie James trägt ihren Namen zu Ehren von Thomas James, einem englischen Kapitän, der die Gegend 1631 genauer untersuchte.
Als einer der klimatisch eher freundlichen Orte in der Region um die Hudson Bay ist die Baie James bemerkenswert in der Geschichte Kanadas, auch durch ihre Wichtigkeit für die Hudson’s Bay Company und die britische Expansion in weitere Teile Kanadas. Pierre-Esprit Radisson und Médard Chouart, Sieur des Groseilliers gründeten Rupert House (heute: Waskaganish), den ersten Hafen für Fellhandel an der Baie James gemäß einem Vertrag mit Charles II. Der Fellhandel dauerte in der Region noch bis in die 1940er Jahre an, allerdings verlor die James Bay zunehmend an Bedeutung. Trotz allem war sie das Tor zur britischen Besiedlung im späteren Manitoba und im Westen bis zu den Rocky Mountains.

## Entwicklungsprojekte
In jüngeren Jahren erlangte die James Bay erneut Bedeutung durch das Baie-James-Wasserkraftprojekt (Projet de la Baie James). In Québec wird ein Großteil (97 %) der Elektrizität durch Wasserkraftwerke gewonnen, seit 1971 treibt die Provinzregierung den Bau solcher Kraftwerke im Baie-James-Gebiet, vor allem am Fluss La-Grande mit einer Länge von 893 km.
Ein anderes Projekt, das in der Diskussion war, stellt der Great Recycling and Northern Development (GRAND) Canal dar. In den letzten Jahrzehnten wurden verschiedene Varianten diskutiert, aktuell lautet der Vorschlag, den südlichen Teil der Baie James durch einen großen Deich von der Hudson Bay abzutrennen. Dieser Teil würde durch die zahlreichen Zuflüsse zu einem Süßwassersee, der für die Trinkwasserversorgung der Region genutzt werden könnte. Es ist jedoch sehr unwahrscheinlich, dass der GRAND Canal jemals gebaut werden wird.

## Tourismus
Die James Bay hat hunderte von Zuflüssen, die durch die Beschaffenheit der Gegend häufig sehr ähnliche Eigenschaften aufweisen. Im Mündungsbereich zur Bucht (James Bay Lowlands oder Basses terres de la baie James) hin sind sie eher breit und flach, im Oberlauf jedoch sind sie meist tief eingeschnitten und steil. In vielen Flüssen wird Wildwasser-Kajakfahren angeboten. Der Fluss Missinaibi River von Ontario, der auch als Canadian Heritage River bekannt ist, ist der bekannteste hiervon.
Moosonee, Ontario, ist der Ausgangspunkt für viele solcher Reisen, da um Moosonee viele Flüsse in die Baie James münden. Viele Urlauber fahren dann mit dem Polar Bear Express, einem Zug, nach Süden bis Cochrane. Waskaganish ist eine weiter nordöstlich gelegene Stadt an der James Bay. Sie ist seit einigen Jahren auch auf der Straße erreichbar und ist ein beliebter Ausgangspunkt für Ausflüge auf den Flüssen Broadback, Pontax oder Rupert.

## Inseln
In der Bucht liegen mehrere Inseln, von denen die größten Akimiski, Charlton, North Twin und South Twin sind, die alle zum Territorium Nunavut gehören.